# 徐慶
徐慶，是古典章回小說《三俠五義》裡的一個人物，為陷空島五鼠之一，排行老三，人稱「穿山鼠」。徐慶是山西人，鐵匠出身。外表黑漆漆，手使刀，力大，擅長鑽地、能於山洞中來去自如。為人重義氣、重手足之情，但個性魯莽，容易衝動行事。後同眾鼠歸降開封府，輔佐包拯。

## 演員
- 包青天 (1974年電視劇)：劉楚
- 包青天 (1993年電視劇)：胖三
- 七俠五義 (1994年電視劇)：傅雷
- 老鼠愛上貓：林子聰
- 包青天 (2009年電視劇)：石磊
- 包青天之七俠五義：李永林 飾劉昭文配音

## 外部連結
- 《「五鼠鬧東京」故事研究》 （页面存档备份，存于）
- 《三俠五義》人物形象研究 （页面存档备份，存于）